# Rhys Coiro
Rhys Coiro (Santo Stefano in Aspromonte, 12 marzo 1979) è un attore statunitense di origini italiane.

## Biografia
Nato nel 1979 in Calabria, alla sua nascita il suo cognome era Corleone poi cambiato in Coiro. Figlio di un "soldato" della 'ndrangheta e di una professoressa di letteratura presso una scuola cattolica. Quando era molto piccolo, la sua famiglia si trasferisce prima in Argentina e successivamente in Brasile. Terminato ogni legame con la mafia calabrese, la famiglia Coiro si trasferisce definitivamente a Princeton, in New Jersey, dove il giovane Coiro effettua gli studi presso la Princeton High School e si laurea alla Carnegie Mellon University, School of Drama. Si trasferisce a New York dove muove i primi passi in teatro, partecipando a varie produzioni off-Broadway.
La sua popolarità cresce grazie alla partecipazione a varie serie televisive di successo tra cui Entourage, dove ha interpretato il ruolo di Billy Walsh, Ugly Betty e 24. Al cinema ha recitato nell'horror 30 giorni di buio II  e ha avuto un ruolo di rilievo in Straw Dogs.
Continua la sua carriera principalmente in produzioni televisive; ha avuto il ruolo ricorrente del Dr. Zeke Barnes nella serie televisiva A Gifted Man, ha fatto parte del cast della serie Hostages. Dopo avere preso parte alla miniserie Texas Rising, ottiene il ruolo Ari Adamian nelle terza e ultima stagione di Graceland.
È sposato con la regista Kat Coiro e ha tre figli.

## Filmografia

### Cinema
- Making Revolution, regia di Daniel Klein (2003)
- Look, regia di Adam Rifkin (2007)
- Mama's Boy, regia di Tim Hamilton (2007)
- Il mai nato (The Unborn), regia di David S. Goyer (2009)
- Snow & Ashes, regia di Charles-Olivier Michaud (2010)
- High School, regia di John Stalberg Jr. (2010)
- Order of Chaos, regia di Vince Vieluf (2010)
- MacGruber, regia di Jorma Taccone (2010)
- 30 giorni di buio II (30 Days Of Night: Dark Days), regia di Ben Ketai (2010)
- A Good Old Fashioned Orgy , regia di Alex Gregory e Peter Huyck (2011)
- Così è la vita (Life Happens), regia di Kat Coiro (2011)
- Straw Dogs, regia di Rod Lurie (2011)
- Chlorine, regia di Jay Alaimo (2013)
- As Cool as I Am, regia di Max Mayer (2013)
- Electric Slide, regia di Tristan Patterson (2014)
- This Last Lonely Place, regia di Steve Anderson (2014)
- 4 Minute Mile, regia di Charles-Olivier Michaud (2014)
- Entourage, regia di Doug Ellin (2015)
- Hollywood Adventures, regia di Timothy Kendall (2015)
- Forever, regia di Tatia Pilieva (2015)
- Gotti - Il primo padrino (Gotti), regia di Kevin Connolly (2018)
- C'era una volta Steve McQueen (Finding Steve McQueen), regia di Mark Steven Johnson (2019)
- Agent Game, regia di Grant S. Johnson (2022)
- Trust, regia di Carlson Young (2025)

### Televisione
- One on One – serie TV, episodio 3x06 (2003)
- CSI - Scena del crimine (CSI: Crime Scene Investigation) – serie TV, episodi 4x03-8x03 (2003-2007)
- Entourage – serie TV, 27 episodi (2004-2011)
- Six Feet Under – serie TV, episodio 5x02 (2005)
- CSI: Miami – serie TV, episodio 4x01 (2005)
- CSI: NY – serie TV, episodio 2x05 (2005)
- Ugly Betty – serie TV, episodi 1x03-1x04 (2006)
- Numb3rs – serie TV, episodio 3x14 (2007)
- Criminal Minds – serie TV, episodio 2x18 (2007)
- Raines – serie TV, episodio 1x02 (2007)
- Tell Me You Love Me - Il sesso. La vita (Tell Me You Love Me) – serie TV, episodio 1x03 (2007)
- 24 – serie TV, 10 episodi (2009)
- Burn Notice - Duro a morire (Burn Notice) – serie TV, episodio 4x05 (2010)
- Dark Blue – serie TV, episodio 2x01 (2010)
- Hawaii Five-0 – serie TV, episodio 1x11 (2010)
- A Gifted Man – serie TV, 12 episodi (2011-2012)
- Applebaum, regia di Chris Columbus – film TV (2012)
- Person of Interest – serie TV, episodio 1x18 (2012)
- Law & Order - Unità vittime speciali (Law & Order: Special Victims Unit) – serie TV, episodio 14x23, 23x03 (2013, 2021)
- Dexter – serie TV, episodio 8x01 (2013)
- Longmire – serie TV, episodio 2x07 (2013)
- Hostages – serie TV, 15 episodi (2013-2014)
- Paloma – web serie, 5 episodi (2013-2014)
- Franklin & Bash – serie TV, episodio 4x01 (2014)
- Lilyhammer – serie TV, 4 episodi (2014)
- The Lizzie Borden Chronicles – miniserie TV, puntate 3-5-6 (2015)
- Texas Rising, regia di Roland Joffé – miniserie TV, 5 puntate (2015)
- Graceland – serie TV, 13 episodi (2015)
- Ray Donovan – serie TV, 4 episodi (2017)
- The Mick – serie TV, episodio 1x07 (2017)
- Unsolved – serie TV, 9 episodi (2018)
- The Walking Dead – serie TV, 4 episodi (2018)
- S.W.A.T. – serie TV, episodio 2x05 (2018)
- She-Hulk: Attorney at Law, regia di Kat Coiro e Anu Valia – miniserie TV, puntata 4 (2022)
- The Spiderwick Chronicles – serie TV, episodi 1x05-1x07 (2024)
- The Penguin, regia di Craig Zobel, Helen Shaver, Kevin Bray e Jennifer Getzinger – miniserie TV, puntate 6-8 (2024)

## Doppiatori italiani
Nelle versioni in italiano delle opere in cui ha recitato, Rhys Coiro è stato doppiato da:
- Christian Iansante in Burn Notice - Duro a morire, Ugly Betty, Entourage (film), The Lizzie Borden Chronicles
- Massimiliano Plinio in Entourage (serie TV), Texas Rising
- Riccardo Scarafoni in Dexter, She-Hulk: Attorney at Law
- Gianfranco Miranda in Hawaii Five-0, Hostages
- Vittorio Guerrieri in A Gifted Man, Trust
- Paolo Vivio in Graceland, Law & Order - Unità vittime speciali (ep. 23x03)
- Maurizio Reti in CSI - Scena del crimine
- Oreste Baldini in CSI: NY
- Roberto Gammino in Criminal Minds
- Fabrizio Manfredi in 24
- Loris Loddi in Il mai nato
- Riccardo Rossi in 30 giorni di buio II
- Massimiliano Virgilii in Straw Dogs
- Andrea Lavagnino in Person of Interest
- Nanni Baldini in Law & Order - Unità vittime speciali (ep. 14x23)
- Emiliano Reggente in The Walking Dead
- Enrico Chirico in Ray Donovan
- Edoardo Stoppacciaro in Agent Game